# Fontgombault
 Fontgombault  es una población y comuna francesa, en la región de  Centro, departamento de Indre, en el distrito de Le Blanc y cantón de Tournon-Saint-Martin.

## Demografía
| 333 | 324 | 310 | 267 | 310 | 283 |
| Para los censos de 1962 a 1999 la población legal corresponde a la población sin duplicidades (Fuente: INSEE [Consultar]) |     |     |     |     |     |